# Терет (филм, 2018)
Терет је српски филм из 2018. године у режији Огњена Главонића. Филм је светску премијеру имао 12. маја 2018. године на Канском фестивалу. Премијеру у Србији имао је 24. новембра у Комбанк дворани, у оквиру Фестивала ауторског филма (ФАФ).

## Радња
Влада ради као возач камиона током НАТО бомбардовања Србије 1999. године. Преносећи мистериозни терет са Косова у Београд, вози кроз непознату територију, покушавајући да се пробије кроз земљу оштећену ратом. Зна да ће, када се посао заврши, морати да се врати кући и суочи се са последицама свог рада.

## Улоге
| Глумац          | Улога              |
| --------------- | ------------------ |
| Леон Лучев      | Влада              |
| Новак Билбија   | Човек са ковертама |
| Бранко Перишић  | Миша               |
| Радоје Чупић    | Продавац Цигарета  |
| Павле Чемерикић | Паја               |
| Љубиша Милишић  | Човек из чамца     |
| Тања Пјевац     | Конобарица         |
| Јово Максић     | Аутомеханичар      |
| Игор Бенчина    | Рођа               |